# Divino afflante Spiritu
(Papa Benedetto XVI. Premessa di Gesù di Nazaret (2007), p. 10.)
Divino afflante Spiritu è la quinta lettera enciclica di papa Pio XII.
L'enciclica ha per oggetto lo studio della Sacra Scrittura, argomento già affrontato dall'enciclica Spiritus Paraclitus di papa Benedetto XV.
Il documento ribadì energicamente il principio secondo cui l'interpretazione autentica della Sacra Scrittura spetta al Magistero della Chiesa, in opposizione agli esegeti postmoderni che intendevano ridurre il ruolo del magistero alle verità di fede e di morale.
A padre Augustin Bea è attribuita una forte influenza nella parte del documento che individua lo scopo principale dell'esegesi nella determinazione del senso letterale del testo. In ogni caso l'enciclica segna anche una disapprovazione per l'ermeneutica simbolica della nouvelle théologie, che, scollata dall'obbedienza al Magistero e dalla teologia scolastica, propugnava un'interpretazione spirituale separata dal senso storico-letterale.
Nonostante tali posizioni conservatrici, l'enciclica sancì per la prima volta l'utilizzo del metodo storico-critico nello studio della Bibbia, abolendo le precedenti disposizioni restrittive in tale senso (contenute nelle precedenti encicliche Providentissimus Deus, Spiritus Paraclitus e Pascendi Dominici gregis). Per tale motivo, essa è stata definita dallo studioso cattolico Raymond Edward Brown come "la Magna Carta dell'esegesi biblica cattolica."
Nel suo primo discorso pubblico, come neoeletto pontefice, affacciandosi al balcone antistante Piazza San Pietro, papa Benedetto XVI ricorse a un'espressione di questa stessa enciclica ("operai della vigna del Signore") per definire sé stesso al principio del proprio pontificato.